# 梅基諾克 (北達科他州)
梅基諾克（英語：Mekinock）是位於美國北達科他州大福克斯縣的非建制地區。

## 歷史
梅基諾克的郵局自1879年營運至今。

## 地理
梅基諾克所處的海拔為高於海平面262米（即860英呎），而該地所採用的時區為UTC-6，即北美中部时区（CST）。同時該地設有夏令時間，為UTC-6調快一小時，即UTC-5（CDT）。